# Heliconia angusta
Heliconia angusta Vell. es una especie que pertenece a la familia Heliconiaceae. Es una planta endémica de Sudamérica en Brasil.

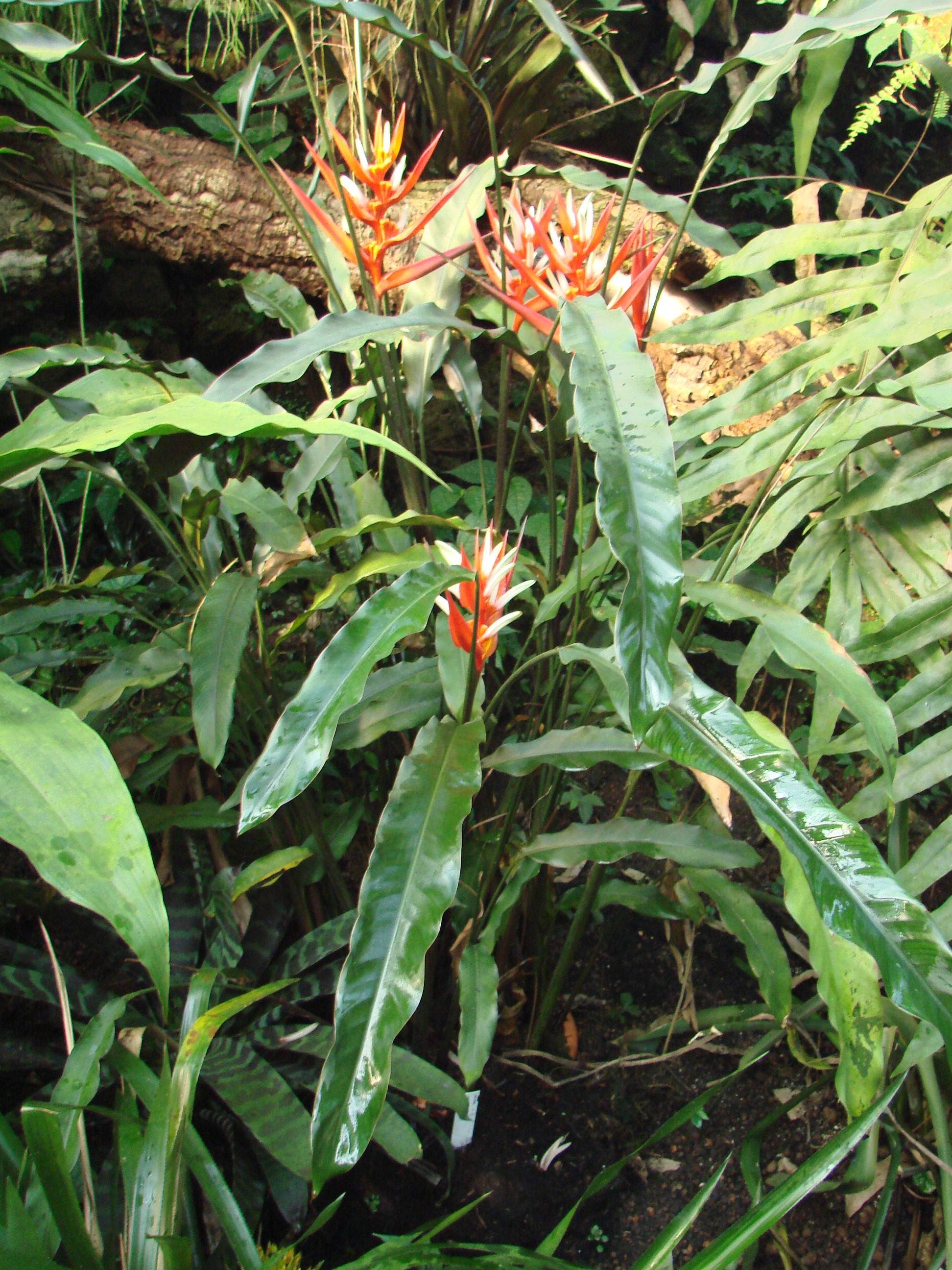
Vista de la planta

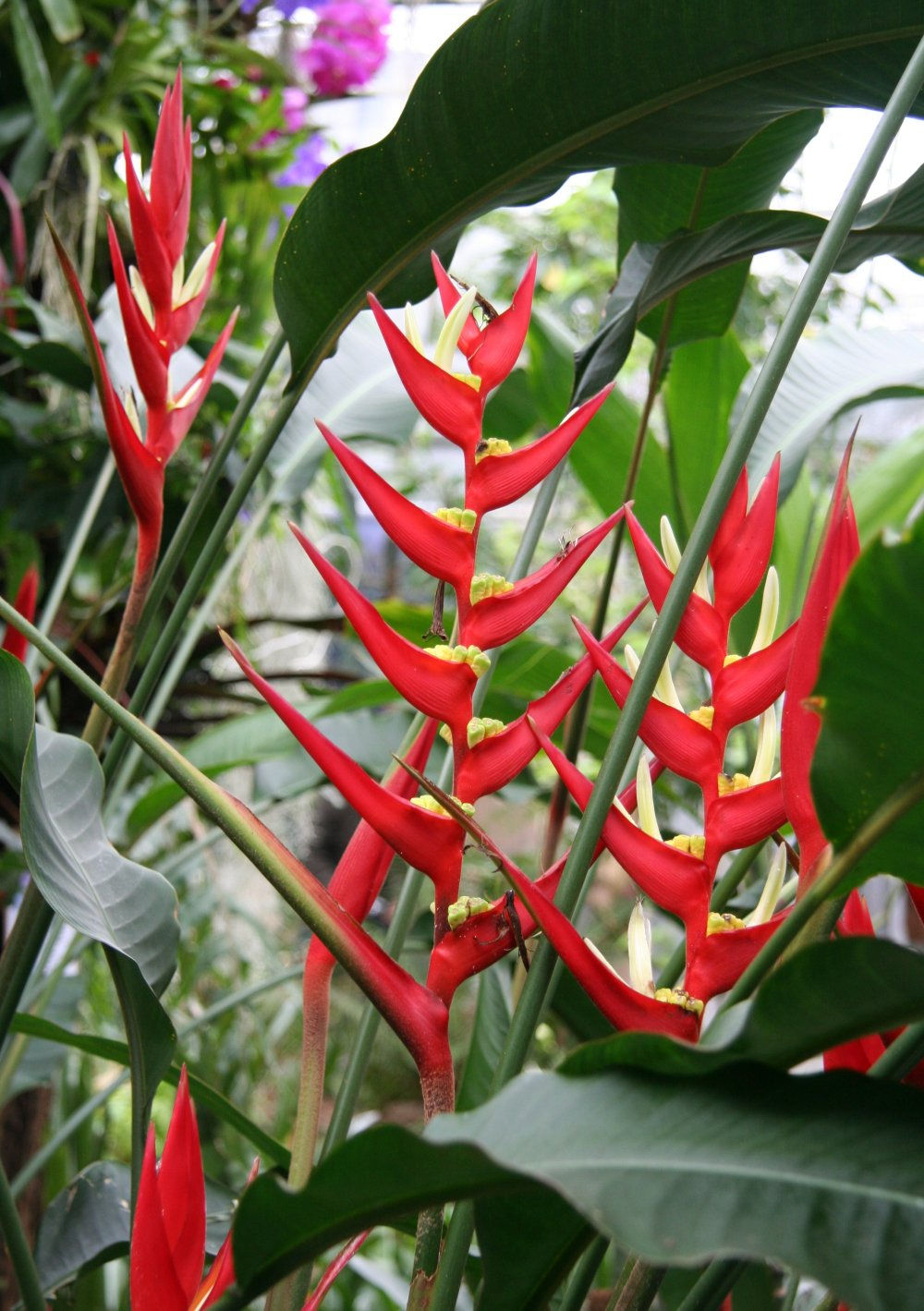
Inflorescencia

## Descripción
Es una planta herbácea que alcanza los 0,70 m de altura. 
Heliconia angusta que comúnmente se llama la Navidad porque su inflorescencia es rojo y blanco , por lo general surgen durante la temporada navideña. Las poblaciones silvestres, que son nativas para el sudeste de Brasil, están clasificadas como vulnerables por la Unión Mundial para la Conservación en gran parte debido a la disminución de su hábitat con fines agrícolas. Sin embargo, la diversidad genética de las poblaciones silvestres, al menos en parte, se conservan por el cultivo de Heliconia angusta in-situ. La popularidad angusta de Heliconia para un jardín de plantas tropicales ha fomentado la propagación generalizada de esta especie de viveros comerciales y jardines botánicos.

## Usos
Es una popular planta ornamental de las regiones con clima caluroso y húmedo.

## Taxonomía
Heliconia angusta fue descrita por  José Mariano da Conceição Vellozo y publicado en Florae Fluminensis, seu, Descriptionum plantarum parectura Fluminensi sponte mascentium liber primus ad systema sexuale concinnatus 3: pl. 20.  1829.
Etimología
Heliconia: nombre genérico que hace referencia a la montaña griega Helicón, lugar sagrado donde se reunían las Musas.
angusta epíteto latíno que significa "estrecha".
Sinonimia
- Bihai angusta (Vell.) Griggs
- Bihai angustifolia (Hook.) Kuntze
- Heliconia angustifolia Hook.
- Heliconia aurorea Emygdio & E.Santos
- Heliconia bicolor Benth.
- Heliconia bidentata Barreiros
- Heliconia citrina Emygdio & E.Santos
- Heliconia fluminensis Emygdio & E.Santos
- Heliconia lacletteana Emygdio & E.Santos
- Heliconia laneana Barreiros
- Heliconia laneana forma elatior Barreiros
- Heliconia laneana var. flava (Barreiros) E.Santos
- Heliconia laneana forma flava Barreiros[3]